# پودرزدورف آم سی
پودرزدورف آم سی (به آلمانی: Podersdorf am See) یک شهر بازاری و شهرستان اتریش در اتریش است که در Neusiedl am See District واقع شده‌است.

## خصوصیات
پودرزدورف آم سی  ۲٬۰۴۴ نفر جمعیت دارد.